# Mégalithes du causse de Blandas
Dans le département du Gard, à l'Est de l'Occitanie, le causse de Blandas comporte plus de 80 monuments mégalithiques. Dolmens et menhirs sont ici présents comme sur les autres causses, mais aussi plusieurs cromlechs.
Tous les monuments de ce causse sont en calcaire ou en dolomie.
Le département du Gard compte environ 300 dolmens pour 150 menhirs et une quarantaine de statues-menhirs

## Histoire
Un des premiers à s'intéresser aux mégalithes du causse de Blandas a été Félix Mazauric au début du XXe siècle, puis E. Lombard-Dumas et enfin au milieu du XXe siècle Adrienne Durand-Tullou. Cette dernière a effectué un inventaire très complet des mégalithes de ce haut-plateau ainsi que des restaurations réussies de sites mégalithiques (dolmen du Planas, cromlech de Peyrarines, cromlech de Mercouline, menhir du serre de Gleyzo...)

## Statistiques

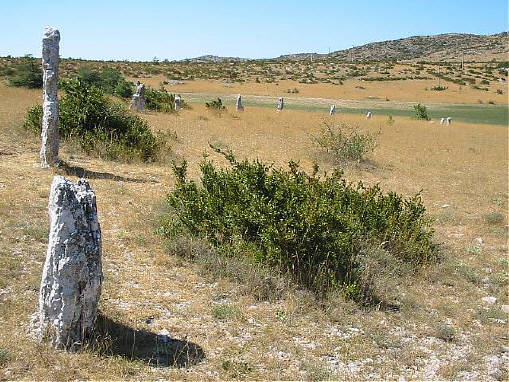
Cromlech de la Rigalderie, Blandas.

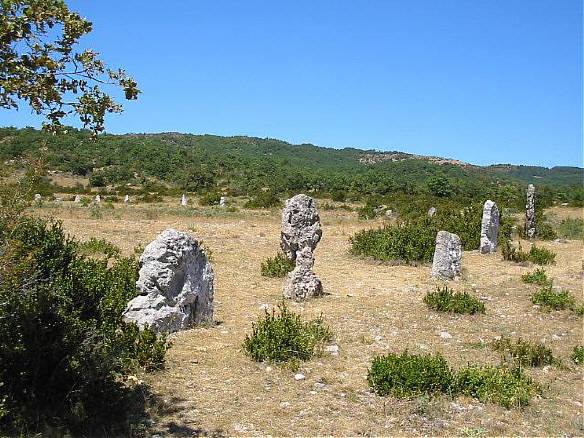
Cromlech de Peyrarines, Blandas.

Les dolmens sont au nombre de 25, dolmens à couloir et dolmens de petite taille. Certains dolmens sont de taille imposante (La Tude, Peyre Cabucelade, Arques…)
Les menhirs sont au nombre de 55, certains déplacés, d'autres encore en place. Les plus grands menhirs dépassent 4,50 mètres de long (Travers des Noyers, la Jurade, Sotch des Genièvres).
Les cromlechs sont au nombre de trois à avoir été identifiés avec certitude mais au moins six existaient anciennement. Un a été détruit par le passage d'une route et deux autres par des aménagements fonciers mais ils étaient déjà dans un état de conservation assez précaire auparavant.

## Liste

### Dolmens
- Alzon :
  - Dolmens d'Aurières (3, 43° 57′ 25″ N, 3° 27′ 57″ E)
  - Dolmens d'Airoles (3, 43° 56′ 45″ N, 3° 28′ 05″ E)

- Arre :
  - Dolmen du Serre de la Tune (43° 57′ 19″ N, 3° 30′ 17″ E)

- Blandas :
  - Dolmen des Arques (43° 56′ 16″ N, 3° 30′ 12″ E)
  - Dolmen du Barral (43° 54′ 46″ N, 3° 33′ 15″ E)
  - Dolmen du Château d'Assas (?)
  - Dolmen du Planas (43° 55′ 42″ N, 3° 32′ 12″ E)
  - Dolmen de Régos (43° 55′ 15″ N, 3° 32′ 34″ E)

- Montdardier :
  - Dolmen de la Caucalière (43° 54′ 58″ N, 3° 33′ 59″ E)
  - Dolmen de Caucanas (43° 54′ 29″ N, 3° 35′ 47″ E)
  - Dolmen du Château de Montdardier (?)
  - Dolmen de Flouirac (43° 54′ 46″ N, 3° 34′ 15″ E)
  - Dolmen de Navas (disparu)
  - Dolmen de la Tude (43° 54′ 38″ N, 3° 35′ 24″ E)

- Rogues :
  - Dolmens de la Borie d'Arre (3)
  - Coffre de la Jurade
  - Dolmen de Lacam (ciste, 43° 53′ 27″ N, 3° 33′ 56″ E)
  - Dolmen du Puech
  - Dolmen du Serre Payas (?)
  - Dolmen du Sotch de la Gardie (43° 52′ 43″ N, 3° 33′ 00″ E)

- Vissec :
  - Dolmen de Roquenouze (causse du Larzac)

### Menhirs
- Alzon :
  - Menhir du Col d'Aurières (menhir christianisé, 43° 57′ 37″ N, 3° 28′ 14″ E)
  - Menhirs du pic Saint-Guiral (4, 44° 01′ 20″ N, 3° 27′ 10″ E)

- Arre :
  - Menhir du Serre de la Tune (43° 57′ 19″ N, 3° 30′ 20″ E)

- Blandas :
  - Menhir d'Avernat (43° 56′ 09″ N, 3° 29′ 36″ E)
  - Menhir du Barral
  - Menhir de Belfort-Falgueyrettes (?)
  - Menhir du Bois du Calo Rouge (?)
  - Menhir de la Bouissonnade
  - Menhir de Combes (43° 56′ 09″ N, 3° 29′ 45″ E)
  - Menhirs du Landre (2, 43° 56′ 11″ N, 3° 30′ 58″ E)
  - Menhir des Lavagnes
  - Menhir de Perrarines et carrière de menhirs du Devès du Landre
  - Menhir du Planas (43° 55′ 36″ N, 3° 32′ 21″ E)
  - Menhir du Serre de Gleyzo
  - Menhir du Sotch des Genièvres (43° 55′ 34″ N, 3° 31′ 17″ E)
  - Menhirs du Travers des Noyers (2, 43° 54′ 02″ N, 3° 31′ 14″ E)

- Montdardier :
  - Menhir du Barral
  - Menhir du Bouscas
  - Menhirs du Campoullas (2)
  - Menhirs de la Caucalière (2, 43° 54′ 56″ N, 3° 33′ 55″ E)
  - Menhirs des Mattes (2)

- Rogues :
  - Menhir du Camp de Boissière
  - Menhir de la descente de Madières (retaillé et christianisé, 43° 51′ 17″ N, 3° 34′ 00″ E)
  - Menhirs de la Jurade (2, 43° 52′ 09″ N, 3° 31′ 53″ E)
  - Menhir de Lacam (43° 54′ 05″ N, 3° 32′ 56″ E)
  - Menhir de la Trivalle (43° 53′ 10″ N, 3° 33′ 52″ E)

- Vissec :
  - Menhirs des Baumes (3, causse du Larzac, 43° 52′ 50″ N, 3° 27′ 11″ E)
  - Menhir de la côte 724
  - Menhir du Plan de Ceisse (causse du Larzac, 43° 53′ 38″ N, 3° 28′ 52″ E)
  - Menhirs du Roc de Ceisse (2, causse du Larzac, 43° 53′ 37″ N, 3° 28′ 39″ E)
  - Menhir du Roc de Mérigou (causse du Larzac)
  - Menhirs du Tibelet (2, 43° 54′ 26″ N, 3° 27′ 22″ E)

### Cromlechs
- Blandas :
  - Cromlech de Lacam de Peyrarines (2 dont 1 détruit, 43° 55′ 34″ N, 3° 31′ 50″ E)
  - Cromlech de Lacam de la Rigalderie (2 dont 1 détruit, 43° 55′ 38″ N, 3° 29′ 29″ E)

- Rogues :
  - Cromlech de Lacam de Rogues (2 dont 1 détruit, 43° 53′ 39″ N, 3° 33′ 50″ E)

## Accès
Depuis le Vigan (Gard) ou depuis Saint-Maurice-Navacelles (Hérault), les routes montent sur le Causse et arrivent soit à Montdardier soit à Rogues. On peut aussi accéder au Causse depuis Alzon (Gard).
Depuis l'A75 et le Caylar (Hérault), l'accès se fait par Le Cros, Sorbs et Vissec.